# Alan Wake
Alan Wake är ett survival horror-spel för Xbox 360 och PC utvecklat av Remedy Entertainment, en finsk spelstudio som bland annat gjort Max Payne-spelen, och gavs ut av Microsoft Game Studios. Alan Wake beskrivs som en "psykologisk actionthriller". 
Spelets berättelse är skriven av Sam Lake, och huvudkaraktären Alan Wake är modellerad efter Ilkka Villi I september 2021 utanonserade en nyutgåva med titeln Alan Wake Remastered utvecklad av D3T, den släpptes 5 oktober 2021 till Windows, Playstation 4, Playstation 5, Xbox One, Xbox Series X/S En version till Nintendo Switch släpptes 2022.

## Handling
Alan Wake är en bästsäljande skräckförfattare. Tidigt i karriären blir hustrun Alice hans musa. Precis innan han träffar Alice börjar han få konstiga drömmar som han sedan använder som inspiration till sin första bok. Boken blir en stor succé och Alans dröm går i uppfyllelse. Kort därefter börjar han dock lida av skrivkramp vilket tär på förhållandet.
I början av spelet reser de tillsammans till en idyllisk småstad vid namnet Bright Falls. Denna semester är ett försök att återigen få kreativiteten att flöda. Men, efter Alice plötsliga försvinnande, kastas Wake in i en livs levande version av sina mörka visioner, medan hans ofärdiga övernaturliga thriller utspelas framför hans vakna ögon.

## Spelstil

### Grafik och fysik
Spelet har fotorealistisk grafik. Spelet har dynamiska skuggor som till exempel ändras beroende på solens position. 
Ljus spelar en särskilt stor roll då spelets fiender täcks av och tar skydd i mörker. Dessa kan göras synliga och sårbara av ljus. Alan måste därför dra nytta av ljuskällor så som sin ficklampa, nödraketer, etc. för att överleva och komma vidare i handlingen. 

### Spelvärlden
Det var länge känt att Alan Wakes spelvärld skulle vara öppen. Dessa planer skrotades dock längs utvecklingens gång. Den slutgiltiga bandesignen är mestadels linjär men mindre sidospår finns.
Spelets sammanlagda storlek är 10x10 kilometer, en yta som spelaren ges tillgång till utan synliga laddningstider eftersom dessa döljs av förrenderade videosekvenser.

## Releasedatum
Remedy höll sig först tysta angående spelets release-datum, svarade att det skulle komma "när det är klart". Enligt Remedy har det varit en svår utvecklingsprocess som tagit lite mer tid än väntat. Under E3 2009 gick Remedy ut med att Alan Wake kommer till Xbox 360 någon gång under våren 2010. Senare kom även ett konkret releasedatum; den 14 maj. PC-versionen av Alan Wake släpptes den 16 februari 2012.
15 maj 2017 togs spelet bort från digitala butiker på grund av utgående licens av spelets musik, detta påverkade inte Alan Wake's American Nightmare.  2018 meddelade Remedy och Microsoft att de har förnyat rättigheterna till musiken och spelet kom tillbaka till digitala butiker.

## Mottagande
| Mottagande               | Mottagande                |
| Samlingsbetyg            | Samlingsbetyg             |
| Tjänst                   | Betyg                     |
| ------------------------ | ------------------------- |
| Gamerankings             | (X360) 83.64% (PC) 82.50% |
| Metacritic               | (X360) 83/100 (PC) 83/100 |
| Recensionsbetyg          |                           |
| Publikation              | Betyg                     |
| 1UP.com                  | B+                        |
| Computer and Video Games | 9.0/10                    |
| Eurogamer                | 7/10                      |
| Game Informer            | 8.5/10                    |
| Gamepro                  | 4/5                       |
| Gamespot                 | 8.5/10                    |
| Gametrailers             | 8.6/10                    |
| IGN                      | 9/10                      |
| Official Xbox Magazine   | 9/10                      |
| Spawn Kill               | 8.5/10                    |
| The Daily Telegraph      | 9/10                      |
| Gamereactor              | 7/10                      |

Alan Wake har fått positiva betyg från både spelkritiker och fans. Många har lovordat spelets välskrivna berättelse, intensiva gameplay, vackra miljöer, musik och spännande atmosfär. Men vissa har kritiserat spelet för dess dåliga ansiktsanimering och läppsynkning, spelets reklam och vissa berättarbrytande spelmoment.